# Boschia oblongifolia
Boschia oblongifolia är en malvaväxtart som beskrevs av Ridley. Boschia oblongifolia ingår i släktet Boschia och familjen malvaväxter. Inga underarter finns listade i Catalogue of Life.